# Wolfram Humperdinck

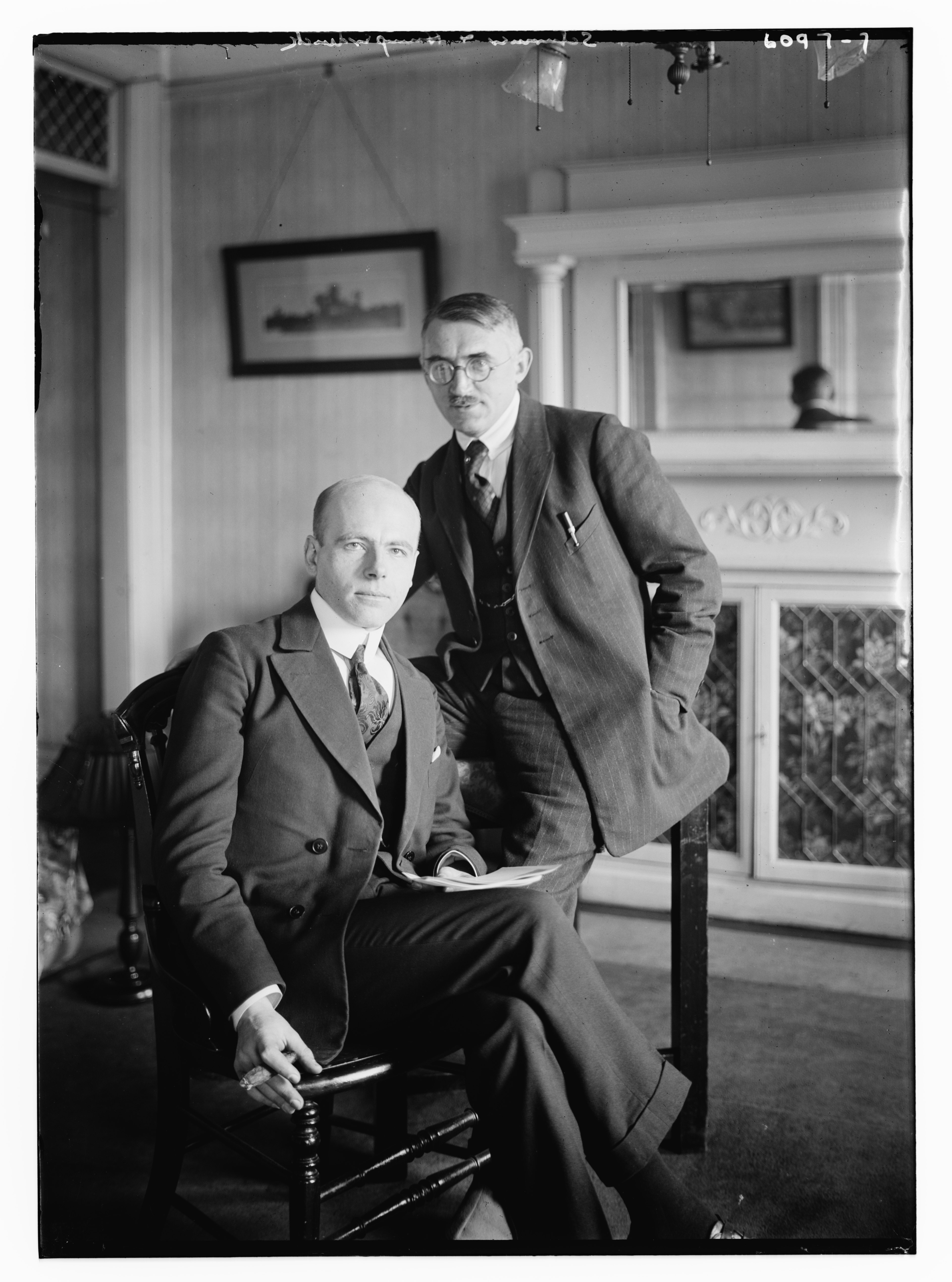
Wolfram Humperdinck (sitzend) mit Friedrich Schirmer (1923)

Wolfram Humperdinck (* 29. April 1893 in Frankfurt am Main; † 16. April 1985 in Bad Neuenahr) war ein deutscher Regisseur sowie Intendant.

## Leben
Wolfram Humperdinck, einziger Sohn des Komponisten Engelbert Humperdinck und dessen Ehefrau Hedwig (* 1862, † 1916) geborene Taxer, Patensohn der Cosima Wagner, belegte nach dem Abitur zunächst das Studium der Malerei und Plastik an der Hochschule für Bildende Künste in Berlin, bevor er an die HMT Leipzig wechselte, dort absolvierte er das Studium der Musik und Regie.
1921 erhielt Wolfram Humperdinck die Stelle als Opernspielleiter am Landestheater in Neustrelitz. Hier starb sein Vater im gleichen Jahr, nachdem er am dortigen Theater den Proben sowie der Premiere des von ihm inszenierten Freischütz beigewohnt hatte, an den Folgen eines Schlaganfalls. Nach weiteren Stationen als Opernspielleiter am Nationaltheater Weimar, am Landestheater Oldenburg, am Stadttheater Hagen, an den Städtischen Bühnen Wuppertal sowie am Opernhaus Königsberg, übernahm er 1933 die Positionen des Oberspielleiters, Dramaturgen und stellvertretenden Intendanten an der Leipziger Oper.
1941 wurde Wolfram Humperdinck in der Nachfolge von Hanns Schulz-Dornburg zum Intendanten der Städtischen Bühnen in Kiel gewählt. Nach Kriegsende wurde er im Sommer 1945 von Oberbürgermeister Dr. Max Emcke entlassen. Anschließend ging er als Schauspiellehrer und Regisseur ans Landestheater in Siegburg, zuletzt wirkte er von 1952 bis 1959 als Oberspielleiter am Landestheater Detmold sowie als Dozent in den Fächern Dramaturgie und Opernregie an der dortigen Nordwestdeutschen Musikakademie.
Wolfram Humperdinck, der nach 1945 die Archivgeschäfte am Siegburger Humperdinck-Museum übernahm, erfüllte darüber hinaus Gastverpflichtungen in Wien, New York, Bayreuth, Berlin, Paris sowie 1960 in Tokio. Wolfram Humperdinck trat insbesondere mit Inszenierungen von Wagneropern hervor.
Wolfram Humperdinck war ab 1922 mit Gabriele (* 1901, † 1984) geborene Meißner verheiratet, mit der er drei Kinder hatte. Die Tochter Eva (* 1925, später auch Schwester Maria Evamaris) promovierte in Musikwissenschaft und gab das Werkverzeichnis und einen Teil des Briefwechsels ihres Großvaters heraus.
Humperdinck verstarb 1985 knapp vor Vollendung seines 92. Lebensjahres in Bad Neuenahr.

## Publikation
- Engelbert Humperdinck : Das Leben meines Vaters, Kramer, Frankfurt am Main, 1965